# Pseudofabriciola capensis
Pseudofabriciola capensis är en ringmaskart som först beskrevs av Monro 1937.  Pseudofabriciola capensis ingår i släktet Pseudofabriciola och familjen Sabellidae. Inga underarter finns listade i Catalogue of Life.